# Wołów
Wołów (germană Wohlau) este un oraș în Polonia.